# Sjoestedtacris
Sjoestedtacris is een geslacht van rechtvleugeligen uit de familie veldsprinkhanen (Acrididae). De wetenschappelijke naam van dit geslacht is voor het eerst geldig gepubliceerd in 1992 door Baehr.

## Soorten
Het geslacht Sjoestedtacris omvat de volgende soorten:
- Sjoestedtacris acutifrons Baehr, 1992
- Sjoestedtacris badia Sjöstedt, 1930
- Sjoestedtacris bilineata Baehr, 1992
- Sjoestedtacris brevicornis Baehr, 1992
- Sjoestedtacris buningoniae Baehr, 1992
- Sjoestedtacris cinctipes Baehr, 1992
- Sjoestedtacris gracilipes Baehr, 1992
- Sjoestedtacris houstoni Baehr, 1992
- Sjoestedtacris infuscata Baehr, 1992
- Sjoestedtacris inornata Baehr, 1992
- Sjoestedtacris laticornis Baehr, 1992
- Sjoestedtacris latifrons Baehr, 1992
- Sjoestedtacris liveringae Baehr, 1992
- Sjoestedtacris marginata Baehr, 1992
- Sjoestedtacris roseifemorata Baehr, 1992
- Sjoestedtacris rufotibialis Baehr, 1992
- Sjoestedtacris sulcata Baehr, 1992
- Sjoestedtacris uniformis Baehr, 1992
- Sjoestedtacris validipes Baehr, 1992
- Sjoestedtacris variabilis Baehr, 1992